# أنتوني إل. غاردنر
أنتوني إل. غاردنر (بالإنجليزية: Anthony Luzzatto Gardner)‏ هو دبلوماسي أمريكي، ولد في 16 مايو 1963.